# Anita e Garibaldi
Pour plus de détails, voir Fiche technique et Distribution.
Anita e Garibaldi est un mélodrame historique italo-brésilien sorti en 2013, réalisé par Alberto Rondalli.

## Synopsis
Le film raconte l'arrivée de Giuseppe Garibaldi (32 ans) au Brésil et sa rencontre avec Anita (18 ans), femme d'un cordonnier. Garibaldi reçoit sa formation militaire et humaine de Luigi Rossetti (it) dans la guerre des Farrapos (1835–1845), époque de la tentative de sécession du Rio Grande do Sul et de Santa Catarina de l'empire du Brésil.

## Fiche technique
Sauf indication contraire, les informations mentionnées dans cette section peuvent être confirmées par la base de données cinématographiques IMDb,  présente dans la section « Liens externes ».
- Titre original portugais : Anita e Garibaldi
- Réalisation : Alberto Rondalli
- Scénario : Alberto Rondalli
- Genre : historique, mélodramatique
- Musique : Arrigo Barnabé[2]
- Production : R. A. Gennaro, Ricardo Gennaro, Virginia W. Moraes
- Photographie : Claudio Collepiccolo
- Montage : Giulia Ciniselli
- Pays de production :  Brésil,  Italie[3]
- Langue originale : portugais
- Durée : 98 min
- Date de sortie :
  - Brésil : 6 décembre 2013[3]

## Distribution
Sauf indication contraire, les informations mentionnées dans cette section peuvent être confirmées par la base de données cinématographiques IMDb,  présente dans la section « Liens externes ».
- Ana Paula Arósio : Anita
- Gabriel Braga Nunes : Giuseppe Garibaldi
- Antonio Buil Pueyo : Luigi Rossetti (avec la voix de Paulo Betti (en))
- Paulo César Pereio : Tio Duarte
- Hélio Cícero (pt) : général Canabarro
- Alexandre Rodrigues (en) : Jacinto
- Leonardo Medeiros : Teixeira Nunes
- Adolfo Pimentel : Padre Vilela

## Tournage
Le film est tourné en 2005 et 2006 à São Francisco do Sul et Lages (Santa Catarina). Il est finalisé en 2011.